# Heuchera sanguinea
Heuchera sanguinea (Engelm.), корални звончићи, је врста цветнице која припада роду Heuchera и породици Saxifragaceae.

## Порекло врсте
Пореклом је из америчких држава Аризона и Нови Мексико, као и из северног Мексика.

## Опис врсте
Латински специфични епитет sanguinea значи крвавоцрвено, што се односи на боју цветова. Цветови су тамноружичасте до црвене боје, слатко мирисни и звонастог облика. 
Heuchera sagnuinea је вишегодишња биљка. Врста привлачи пчеле и колибрије. Достиже висину од 30 до 60 центиметара. Погодује јој сунчан или полусеновит положај, умерено влажно земљиште. Почиње да цвета крајем пролећа па све до средине лета. Размножава се дељењем корена и семеном. Више култура је комерцијално доступно.

## Синоними
- Heuchera pulchra Rydb.
- Heuchera sanguinea f. hirtella Rosend., Butters & Lakela
- Heuchera sanguinea var. pulchra (Rydb.) Rosend.
- Heuchera sanguinea var. typica Rosend., Butters & Lakela
- Heuchera townsendii Rydb.[6]